# Wayne Erdman
Wayne John Erdman (Oshawa, 3 de febrero de 1952) es un deportista canadiense que compitió en judo. Ganó una medalla de oro en los Juegos Panamericanos de 1975 y una medalla de oro en el Campeonato Panamericano de Judo de 1974.

## Palmarés internacional
| Juegos Panamericanos    | Juegos Panamericanos      | Juegos Panamericanos | Juegos Panamericanos |
| Año                     | Lugar                     | Medalla              | Categoría            |
| ----------------------- | ------------------------- | -------------------- | -------------------- |
| 1975                    | Ciudad de México (México) | Medalla de oro       | –70 kg               |
| Campeonato Panamericano |                           |                      |                      |
| Año                     | Lugar                     | Medalla              | Categoría            |
| 1974                    | Ciudad de Panamá (Panamá) | Medalla de oro       | –70 kg               |